# Staw Malczewski
Staw Malczewski – zbiornik wodny (pow. ok. 2 ha) w Radomiu w dzielnicy Malczew na Potoku Malczewskim.